# Свободный Мир
Свободный Мир — хутор в Мостовском районе Краснодарского края. Входит в состав Переправненского сельского поселения.
Хутора, с центром в хуторе Свободный Мир, были основаны в 1920 году. В здании существующей школы №19 была создана Коммуна, в дальнейшем улица, на которой расположено здание школы, названа улицей Коммунаров в хуторе Свободный Мир.

## Население
| 2002 | 2010 |
| ---- | ---- |
| 213  | ↘180 |

## Улицы
- ул. Коммунаров.